# Rantau Rasau I
Rantau Rasau I is een bestuurslaag in het regentschap Tanjung Jabung Timur van de provincie Jambi, Indonesië. Rantau Rasau I telt 2366 inwoners (volkstelling 2010).